# Mühleholz
Mühleholz es un pueblo de Liechtenstein, localizado en el municipio de Vaduz. El pueblo se encuentra al sur de Schaan y al norte de Ebenholz, a pocos kilómetros de la frontera suiza. Es atravesado por la Schaanstrasse.